# Carl Åkerblad
Carl Ivar Emanuel Åkerblad, född 21 augusti 1886 i Stockholm, död 10 juni 1953 i Hedvig Eleonora församling i Stockholm, var en svensk arkitekt.

## Biografi
Åkerblad studerade vid Kungliga Tekniska högskolan 1905–1909 med påföljande studier och examen från Kungliga Konsthögskolan 1912. Han anställdes av Erik Lallerstedt 1913, men drev från 1917 egen verksamhet i huvudstaden. Han var mycket produktiv och hade redan före 1930 ritat ett 60-tal byggnader, i huvudsak bostadshus. 
Från 1919 var han tjänstgörande arkitekt utom stat vid Byggnadsstyrelsen och ritade härigenom stationsbyggnaderna för Kungsbacka radio och Radiostationen i Grimeton. Den senare är sedan 2004 upptagen på Unescos världsarvslista. Motala långvågsstation från 1927 är sedan 1977 museum. Åkerblad var även anställd arkitekt vid Råsunda Förstads AB och står bakom ett flertal hus och skolor i Solna, bland dem den "omistliga" villan på Sjövägen 20 i kvarteret Svanen 1 i Råsunda i Solna, som han ritade 1932 åt Råsunda Förstads direktör Helge Werner.
Han var far till arkitekten Hans Åkerblad. Carl Åkerblad är begravd på Norra begravningsplatsen utanför Stockholm.

## Verk i urval

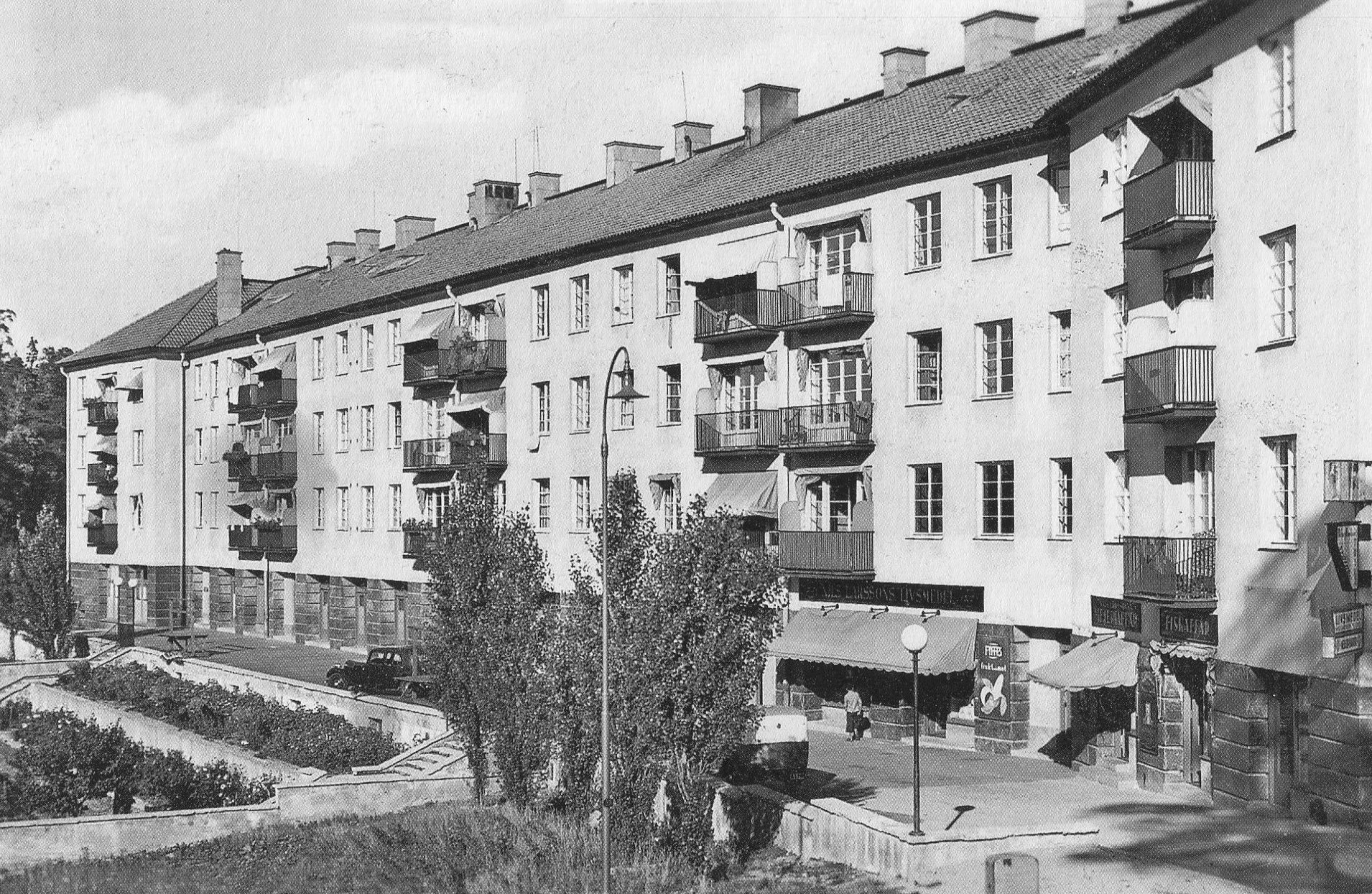
Byggindustrihuset vid Badstrandsvägen 20–26 på Stora Essingen, flerbostadshuset på ett äldre vykort från 1930-talet som visar fasaden mot väst och gårdssidan.

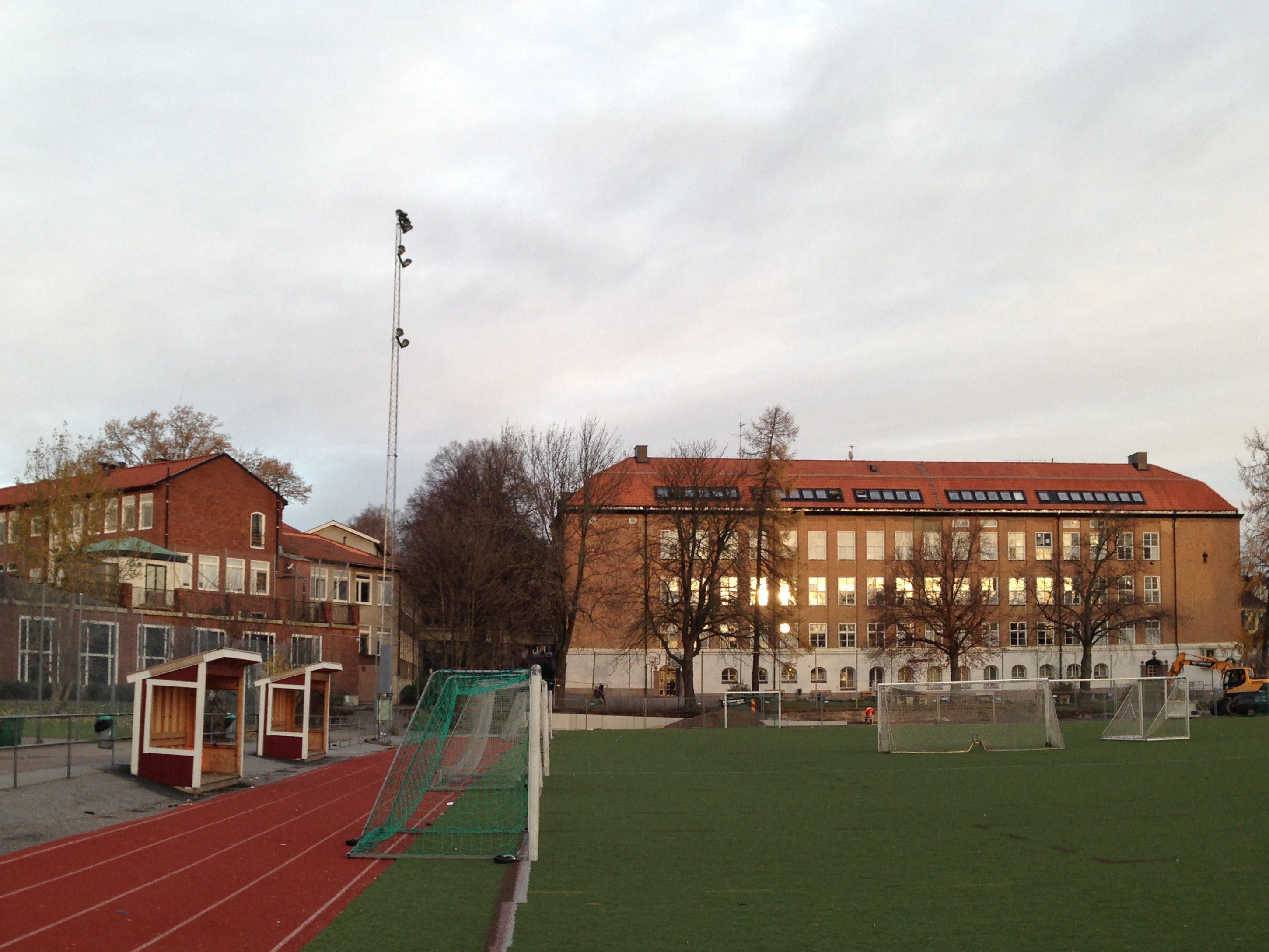
Råsundaskolan i stadsdelen Råsunda i Solna, byggd 1918–1919 av arkitekt Carl Åkerblad. Skolan fick en utbyggnad 1950–1952 av arkitekt Georg Scherman.

- Radiostationen i Kungsbacka, byggår 1924.
- Radiostationen i Grimeton utanför Varberg, byggår 1922–1924. Radiostationen i Grimeton är ett industriminne, som sedan 2004 står på Unescos lista över världsarv.
- Motala långvågsstation, 1927.
- Kvarteret Tallarna, Äppelviken i Bromma, Stockholm, ett bostadskvarter, som består av 12 radhus i två längor, på Alviksvägen 67–89. Radhusen byggdes 1921.
- Nordenskiöldsgatan 78 i Djurgårdsstaden, Stockholm, 1926.
- S:ta Clarahemmet, Apelbergsgatan 60, kvarteret Apeln 9, Norrmalm, Stockholm, 1928. Byggherre var föreningen S:ta Clarahemmet.
- Sofiagården, pensionärsbostäder, Erstagatan 32-34, Stockholm, 1929. Med detta hörnhus ledde HSB, vid Skånegatan 105, byggt 1924 av arkitekt Sven Wallander, sitt byggande av bostadsrättslägenheter i kvarteret Kopparn, i klassicerande former. En mer modernistisk anspänning har neoklassicismen i Sofiagården med pensionärsbostäder av Carl Åkerblad.
- Byggindustrihuset, ett flerbostadshus vid Badstrandsvägen 20-26, Stora Essingen, 1929.
- Villa Svanen 1, Sjövägen 20, Råsunda, Solna, 1932.
- Nybyggnad och sanering i fastigheten Andromeda 2 vid Själagårdsgatan 13, i kvarteret Andromeda, som upptar tomten mellan Själagårdsgatan 13 och Baggensgatan 20 i Gamla stan, Stockholm. Arkitekt till Själagårdsgatan 15 var Curt Björklund, där fasaderna i högre grad än grannhuset anknyter till byggnadssättet i omgivningen med fönster i liv med muren och framträdande gul färgton i putsen. Byggnationen vid Själagårdsgatan 13 av Carl Åkerblad var en nybyggnadssanering av södra delen av kv. Andromeda, då man öppnade kvareret mot Baggensgatan med en planterad gård. Fastigheten Andromeda 2 vid Själagårdsgatan 13 är ett bostadshus i fem våningar i funktionalistisk stil med putsfasader. I byggnaden ingår källare till stadens fattighus, Själagården, från 1420-talet. Huset ritades 1935 av Carl Åkerblad och stod klart 1936.
- Hörby kortvågsstation, utanför Hörby i Skåne, 1937. [4]
- Matteusgården, Norrtullsgatan 36 (Norrtullsgatan 30-38) i  Vasastaden, Stockholm, 1939. Kvarteret Getingen 6 ligger på Sveavägen 165, Norrtullsgatan 30 A,B, Ynglingagatan 22. Arkitekt var Carl Åkerblad, byggherre var Föreningen Matteusgården, Stiftelse för gamla, byggherre Hugo Eolin. Byggnadsåret var 1939.[5]
- Post- och telegrafhus, Karlskronagatan–Nygatan i Ronneby, 1939.[6][7]
- Bostadshus för Arbetarebostadsfonden: Åsögatan 200-204, Stockholm, 1926 och Stadshagsvägen 18-22, Stockholm, 1942.
- Folkskolor, bland annat i
  - Råsunda skola i Solna stad, som består av en äldre del, byggd år 1918–1919 i utpräglad nyromantisk stil av Råsundabolagets egen arkitekt Carl Åkerblad,
  - Torsviks skola, Lidingö stad,
  - Helenelundsskolan i Sollentuna. Helenelundsskolans södra flygel är den äldsta byggnaden av nuvarande hus ritades av arkitekt Carl Åkerblad, Stockholm. 1939 byggdes den norra flygeln, efter ritningar av arkitekt Tore Axén.

## Bilder, verk i urval

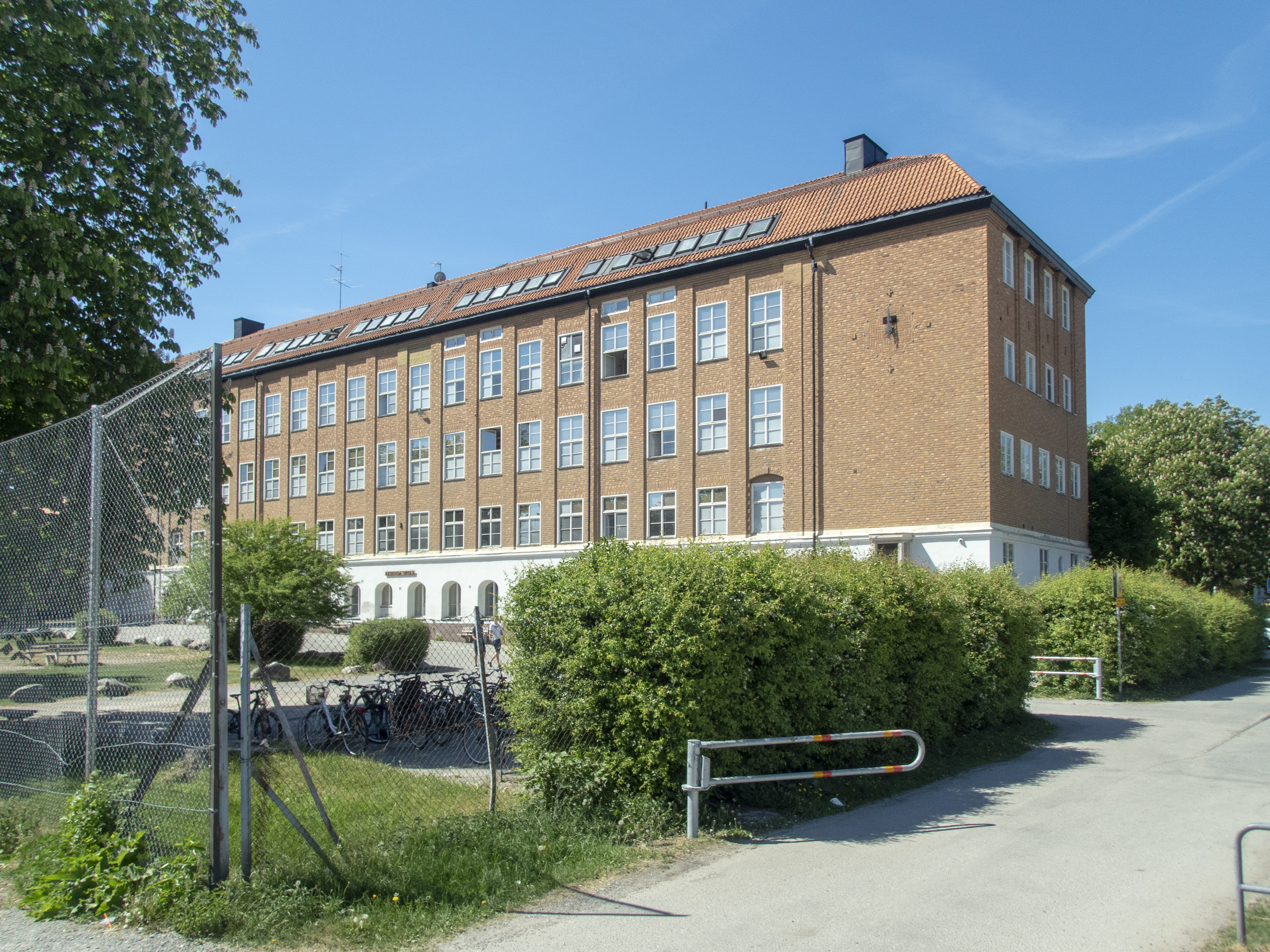
Råsundaskolan, byggd 1918–1919.
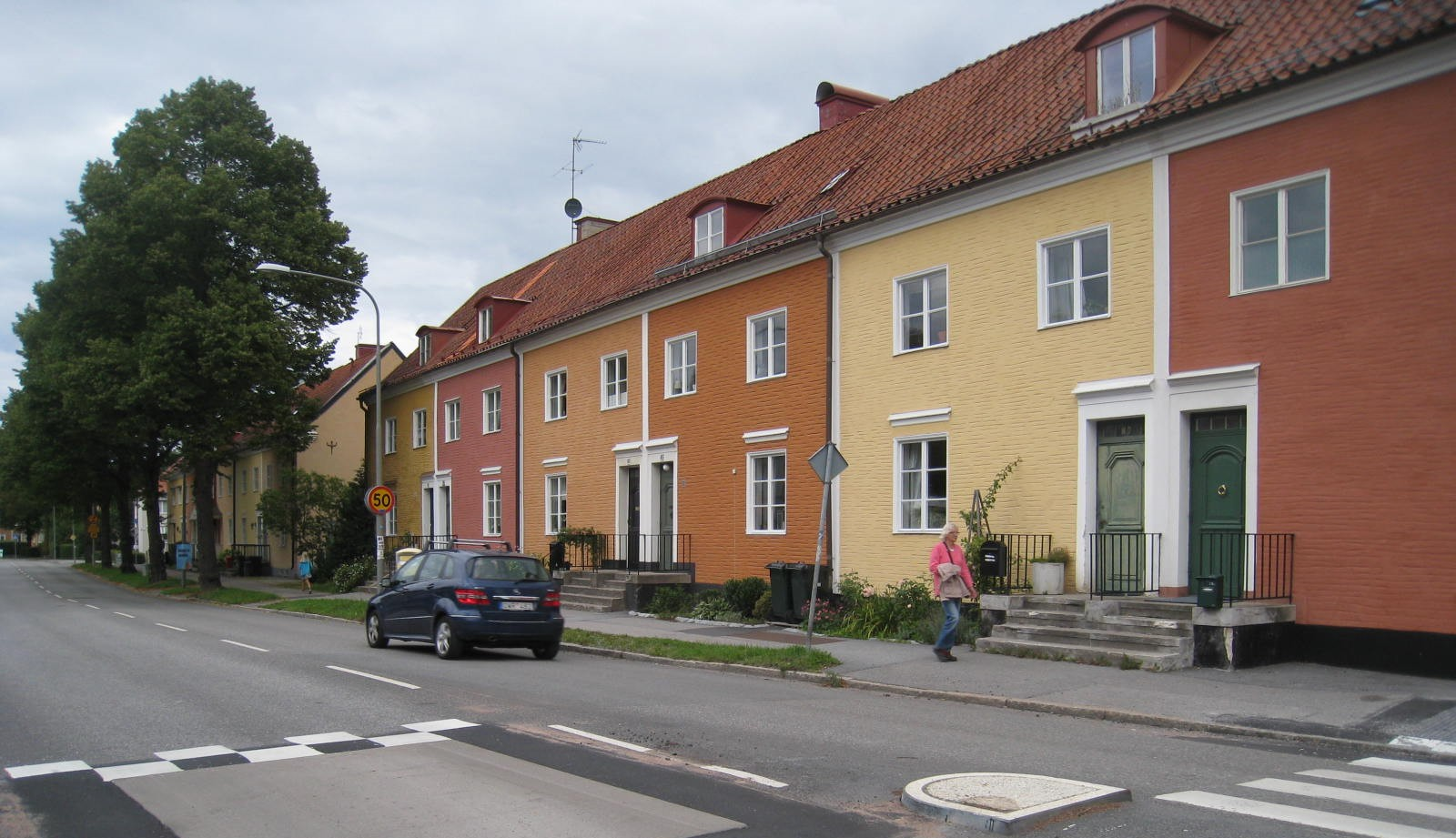
Kvarteret Tallarna är ett bostadskvarter, som består av 12 radhus i två längor på Alviksvägen 67–89 i Äppelviken i Bromma. Radhusen byggdes 1921.
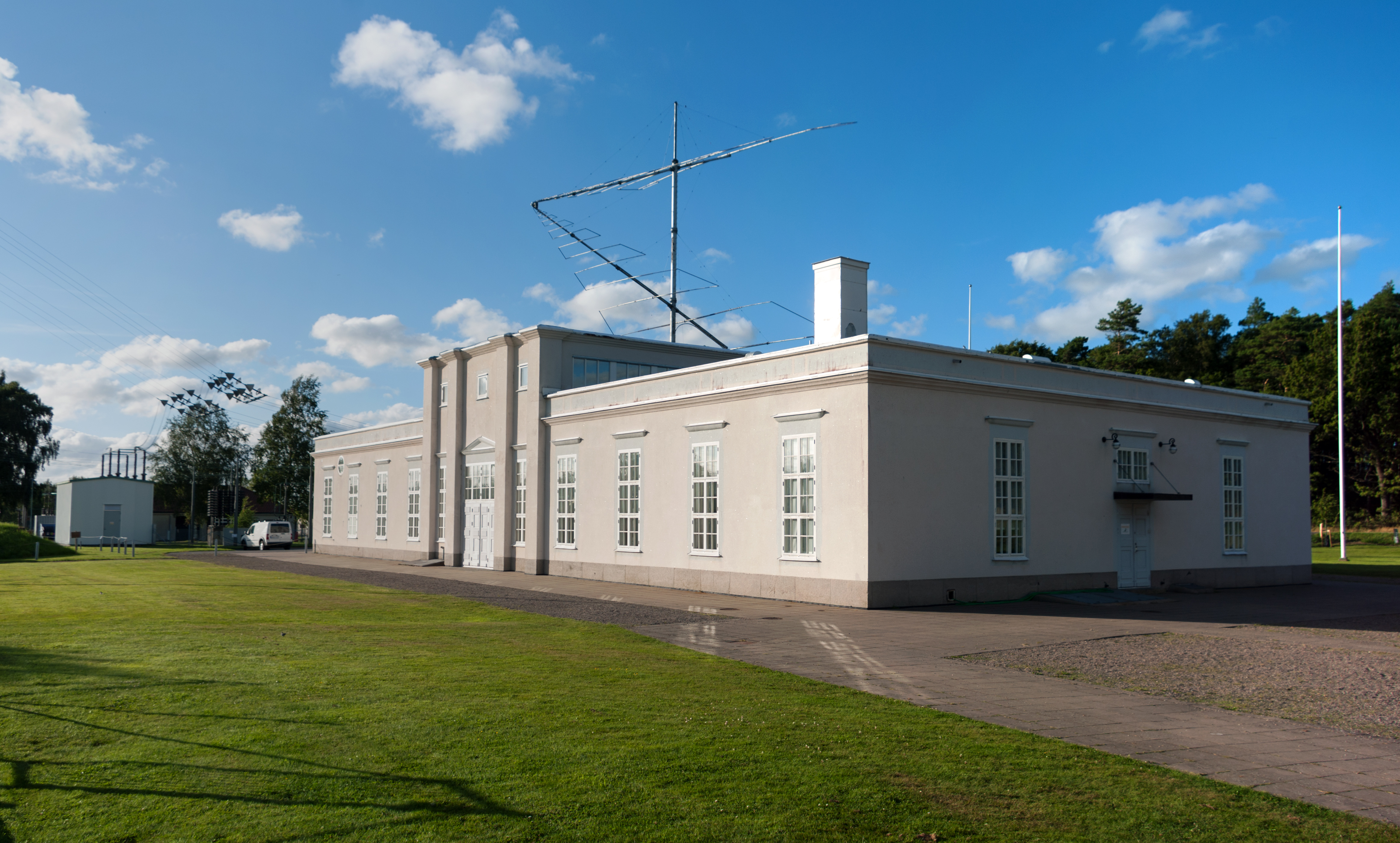
Radiostationen i Grimeton utanför Varberg började byggas 1922 och stod färdig 1924. Bilden visar stationsbyggnaden på radiostationen i Grimeton, samt antennparken.
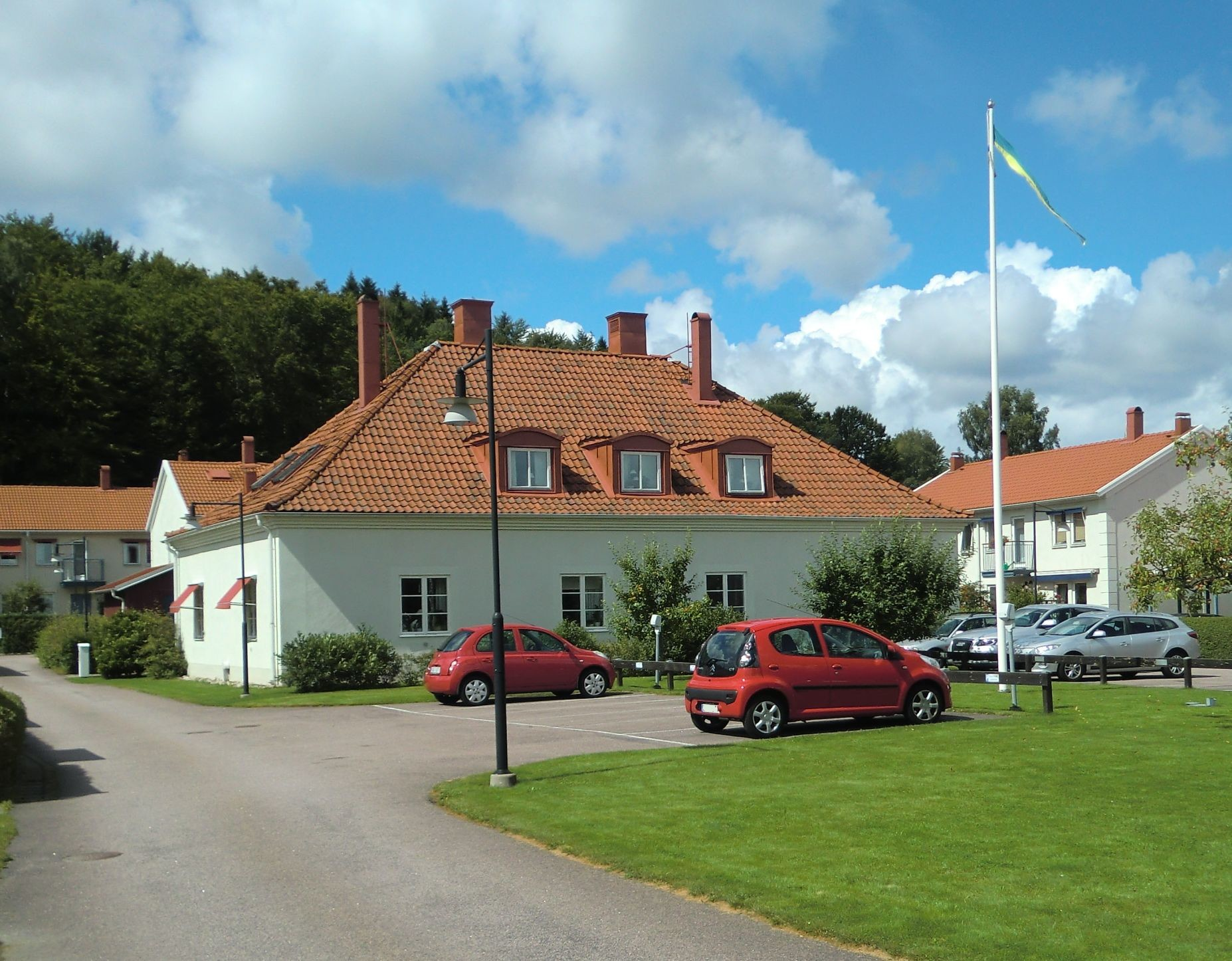
Stationsbyggnaden för långvågs-mottagarstationen Kungsbacka radio, nu privatbostad, i centrala Kungsbacka, byggår 1924.
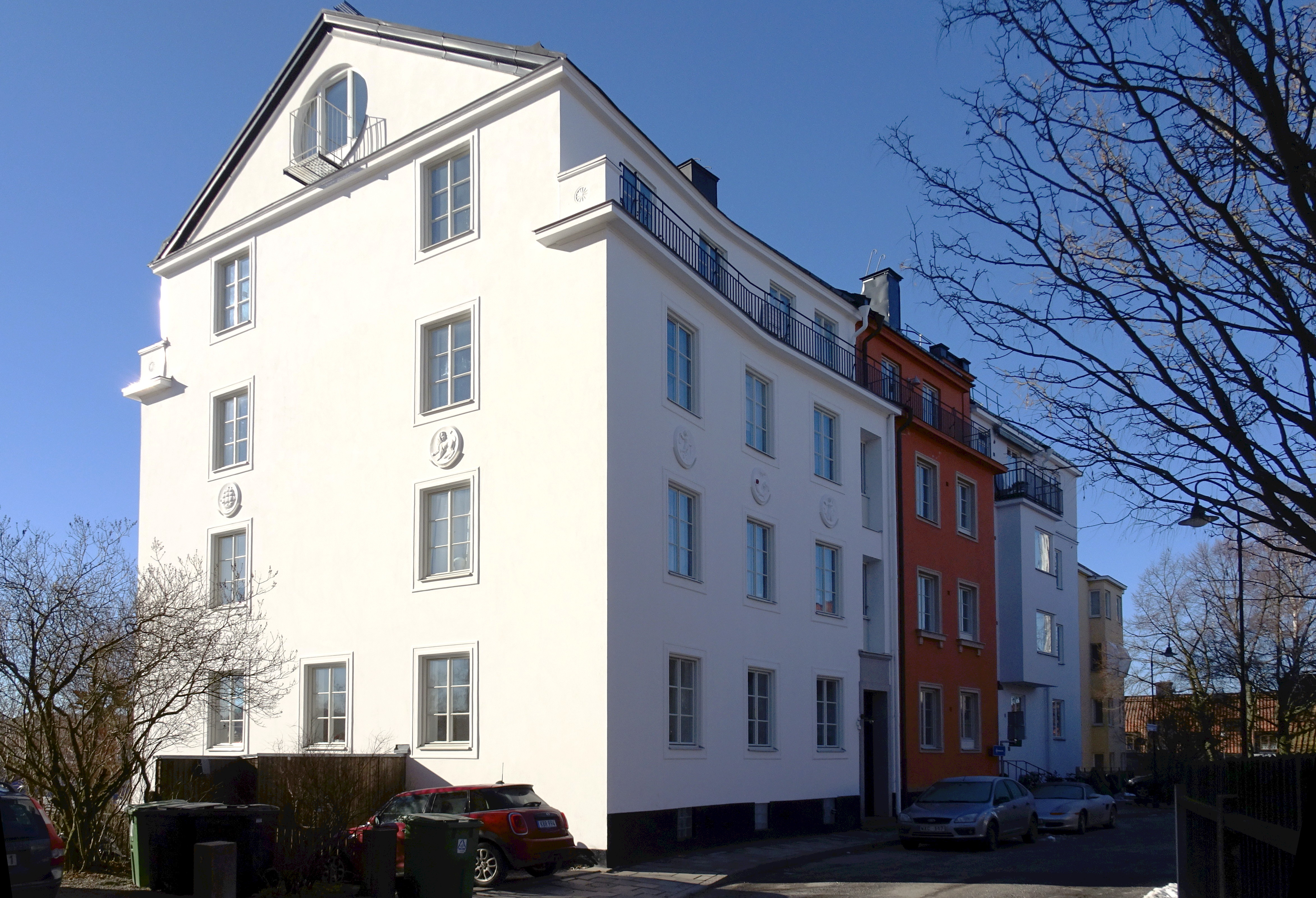
Nordenskiöldsgatan 78, i Djurgårdsstaden, Stockholm, byggherre och byggmästare var Olle Engkvist, byggår 1926.
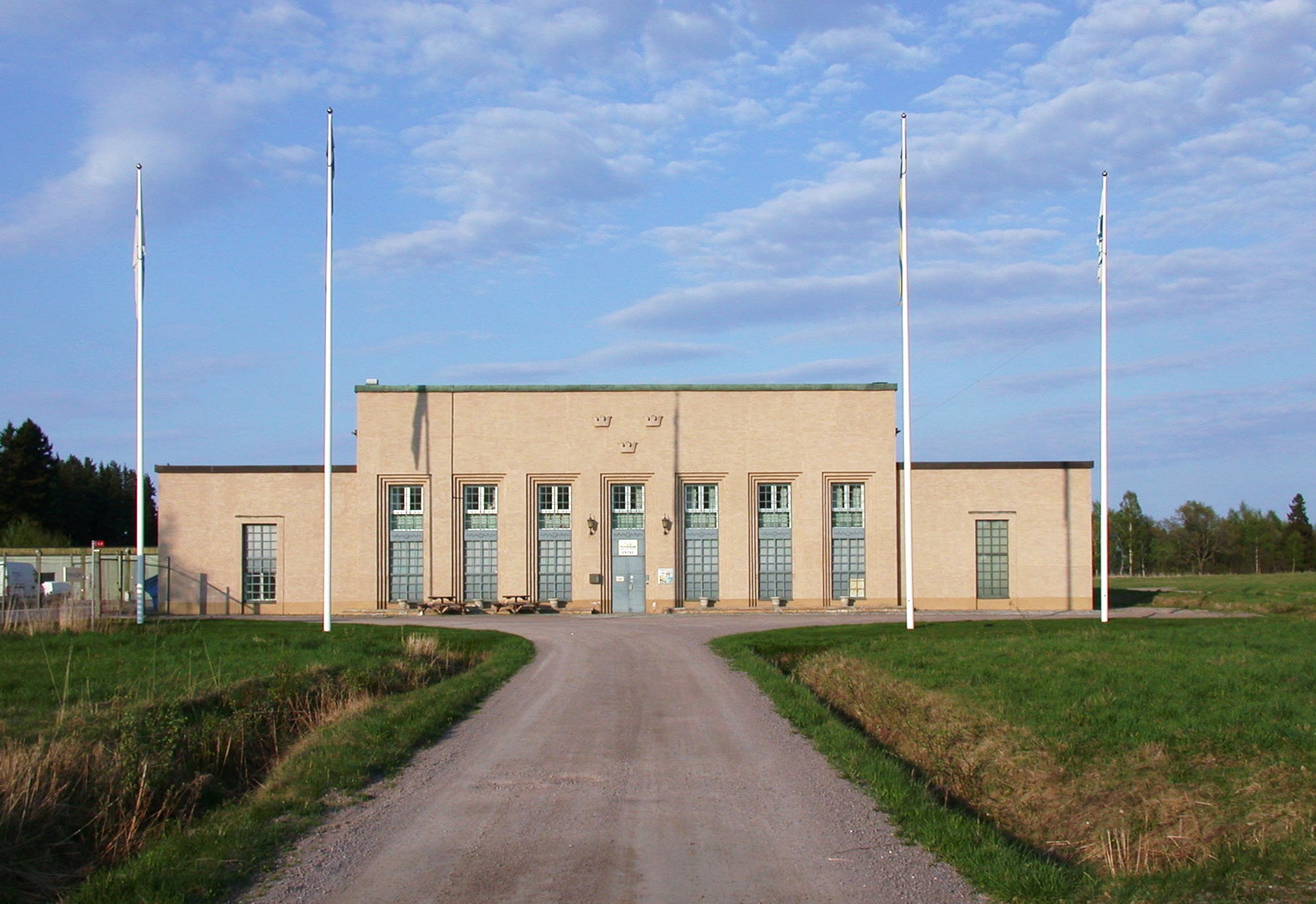
Stationsbyggnad för Motala rundradiostation. Motala långvågsstation, 1927.
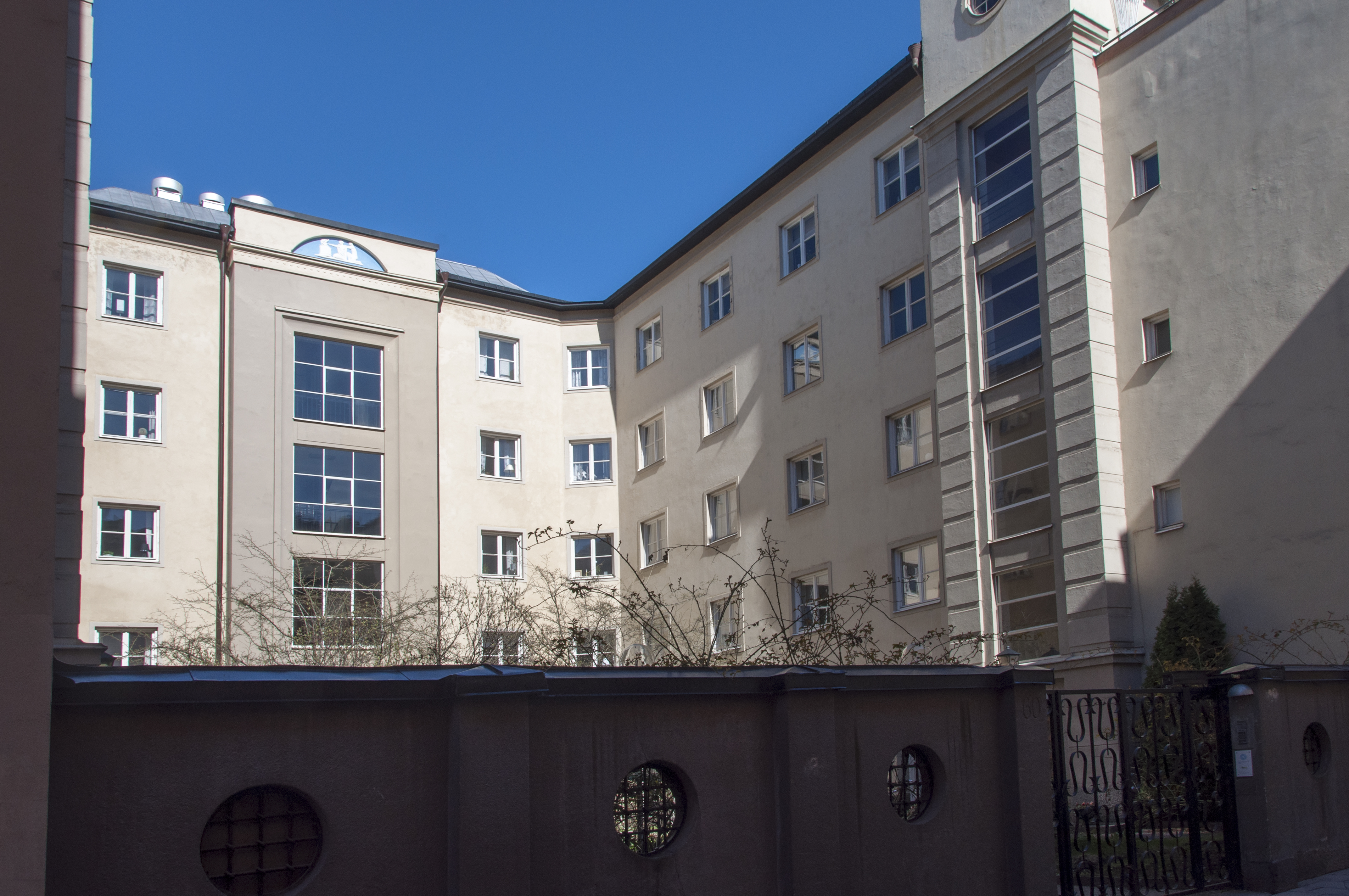
S:ta Clarahemmet, serviceboende/äldreboende på Apelbergsgatan 60 på Norrmalm i Stockholm, byggår 1928.
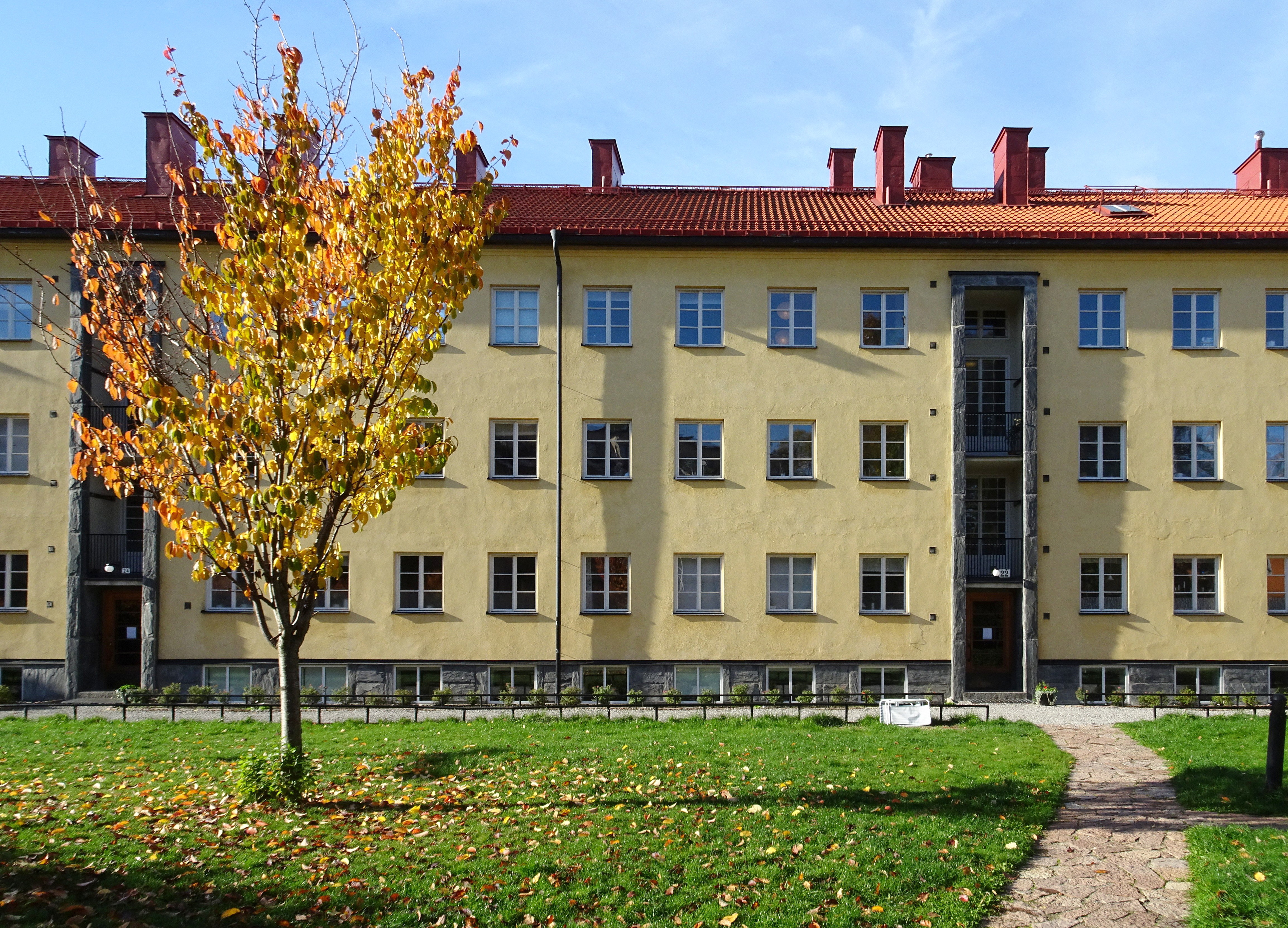
Byggindustrihuset på Badstrandsvägen 20–26, flerbostadshuset i kvarteret Klädstrecket på Stora Essingen i Stockholm, byggår 1929.
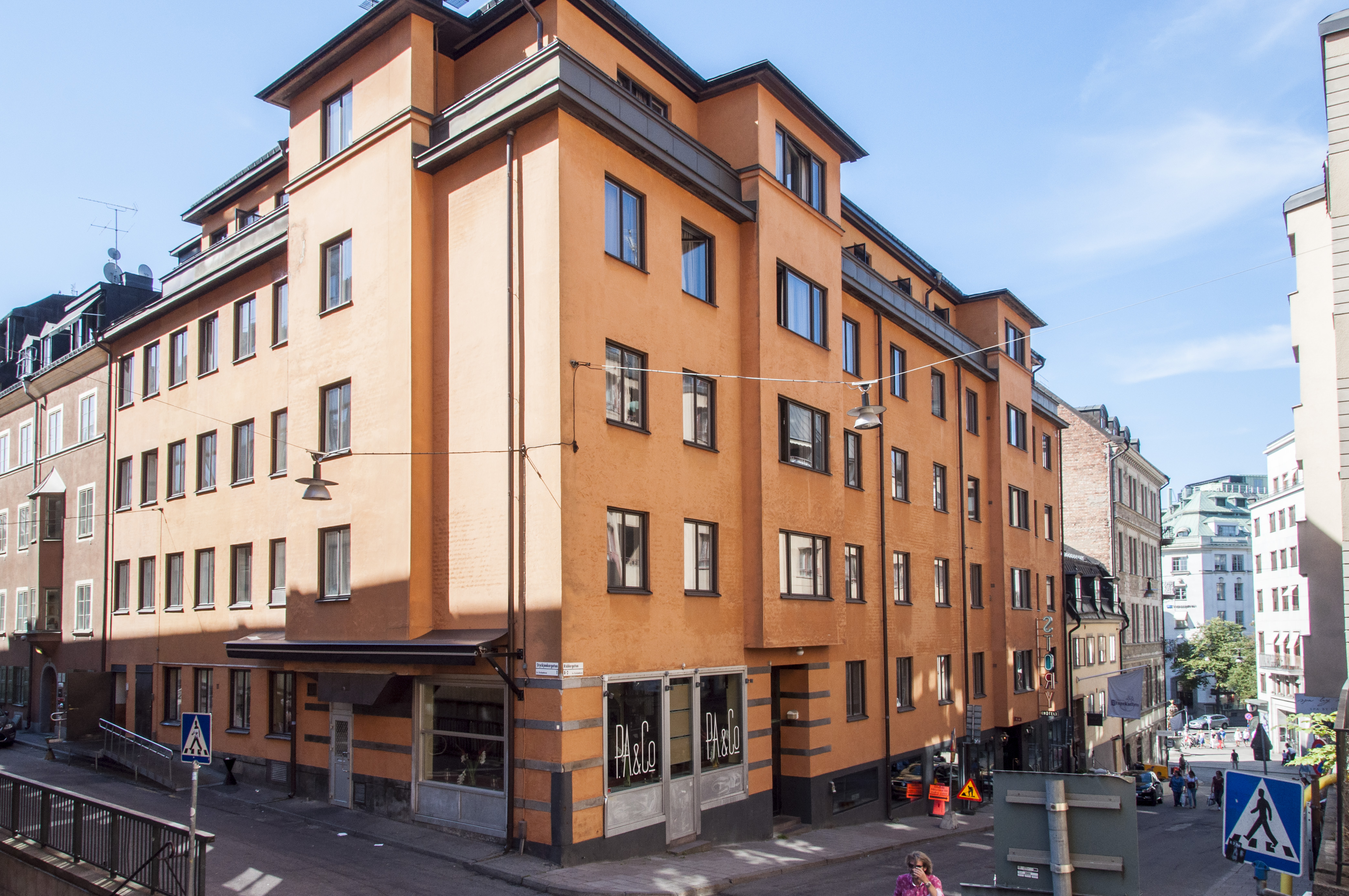
Styckjunkaren 10 i kvarteret Styckjunkaren på Riddargatan 6–8 på Östermalm i Stockholm, byggår 1931.
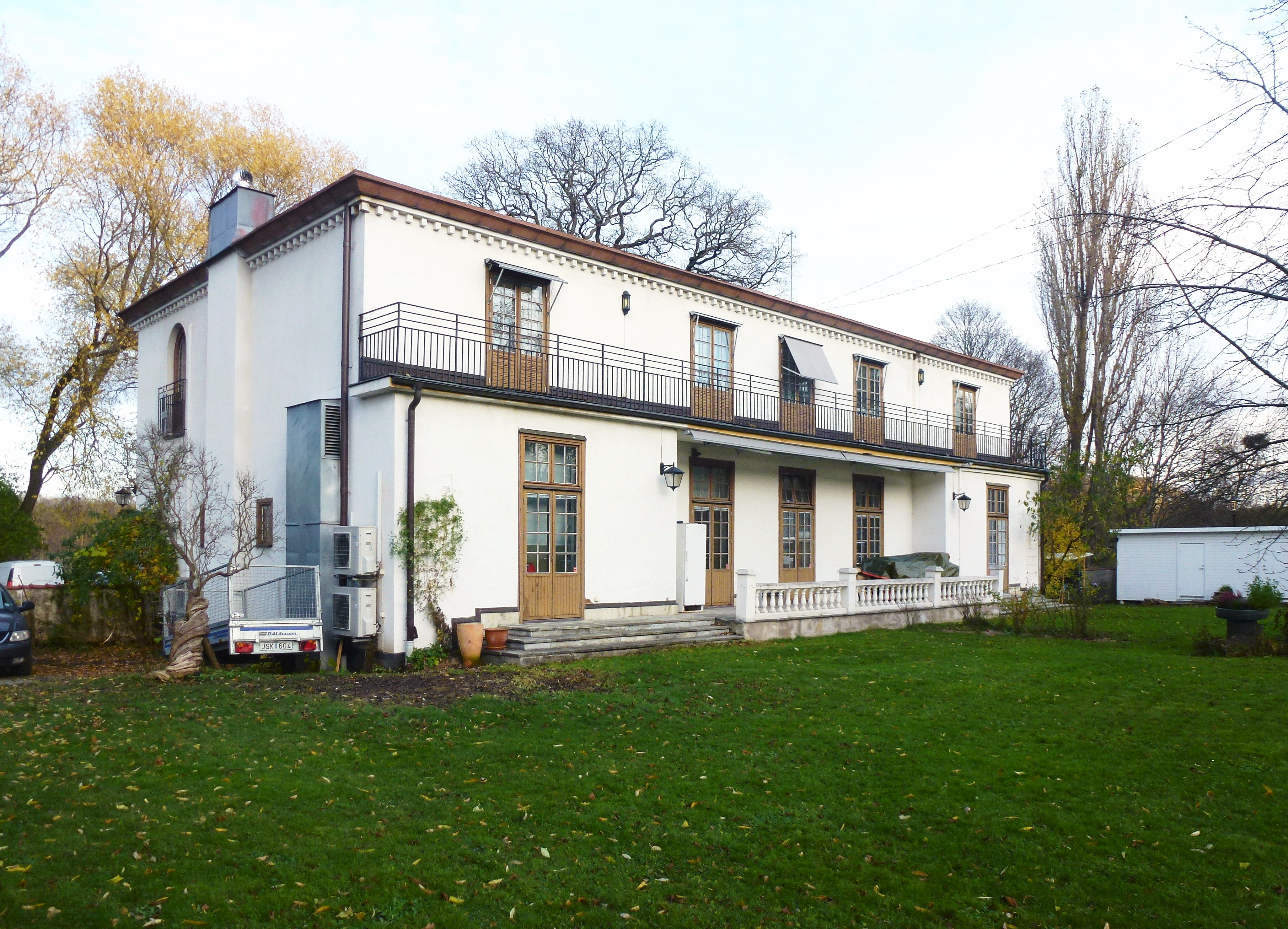
En villafastighet i kvarteret Svanen 1 vid Sjövägen 20 i stadsdelen Råsunda i Solna, byggår 1932.
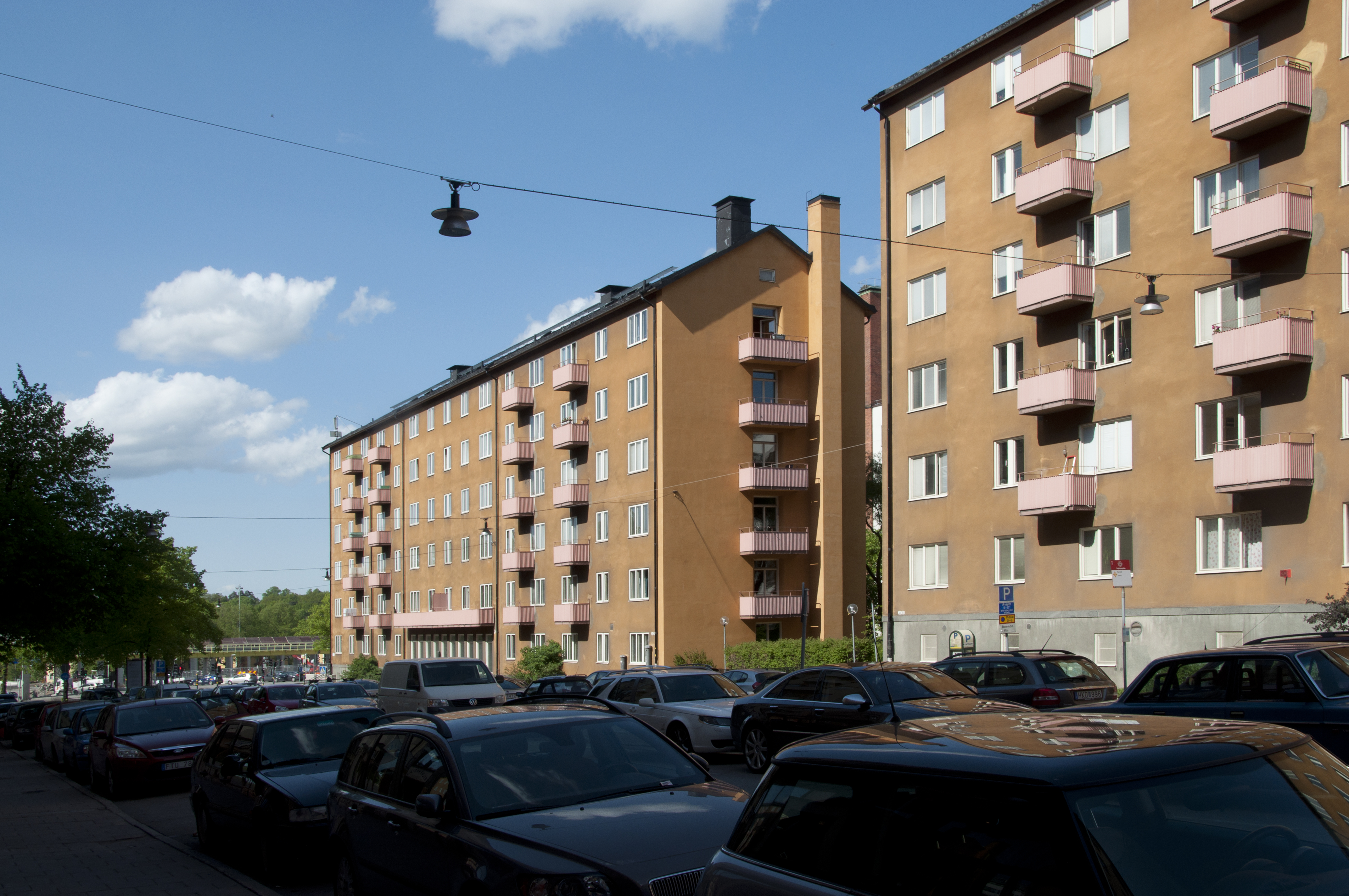
Kvarteret Getingen 6 på Norrtullsgatan 30–38, i Vasastaden, Stockholm, byggherre var Föreningen Matteusgården, Stiftelse för gamla, byggår 1939.
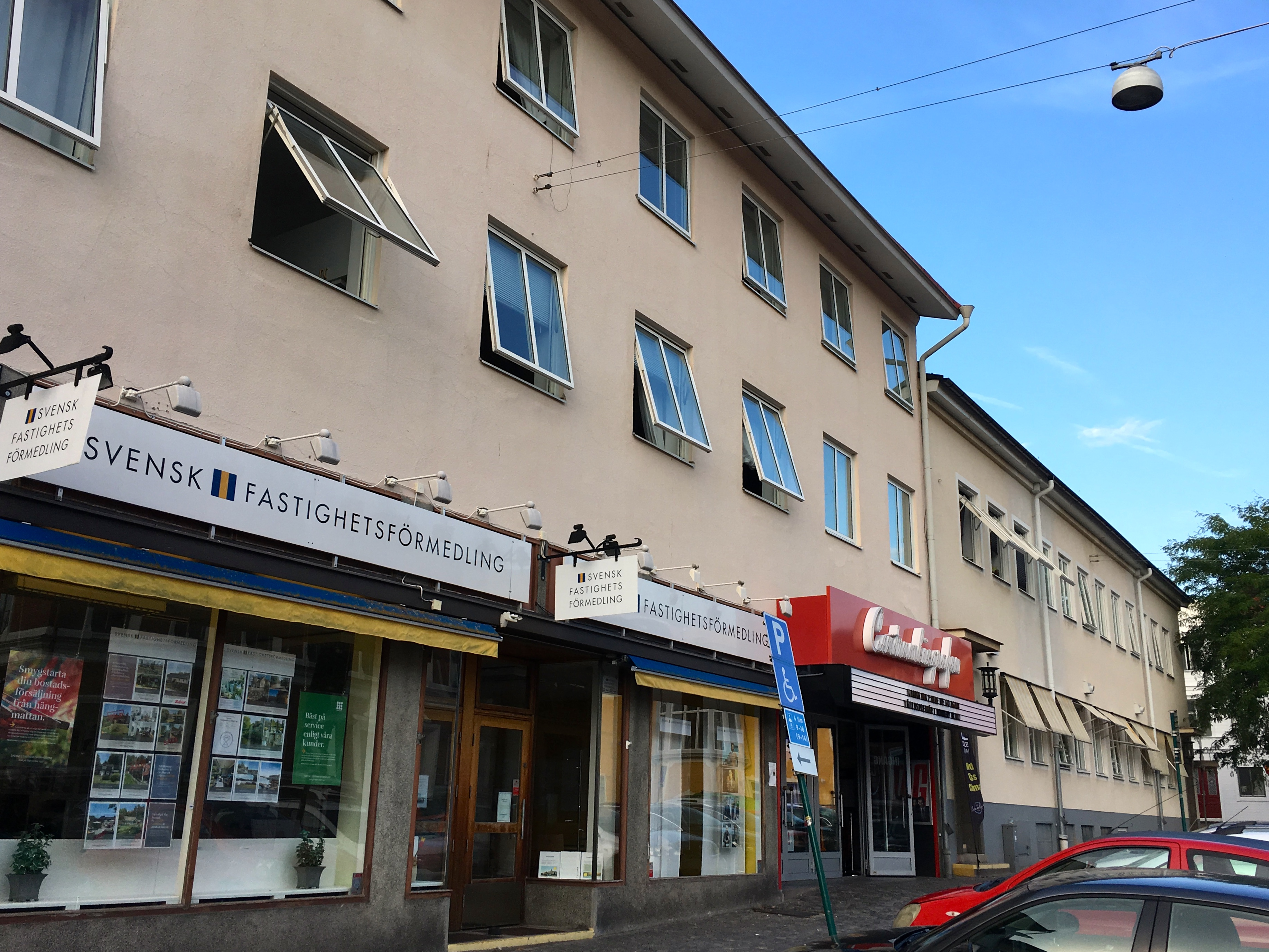
Post- och telegrafhus i kvarteret Åke byggdes vid Karlskronagatan–Nygatan i Ronneby, byggår 1939.